# 恩特普賴斯鎮區 (堪薩斯州福特縣)
恩特普賴斯鎮區（英語：Enterprise Township）為美國堪薩斯州福特縣轄下的鎮區。2010年美国人口普查中此鎮區人口有882人。

## 地理
恩特普賴斯鎮區涵蓋總面積為175.2平方（67.63平方英里），其中陸地面積為174.8平方（67.50平方英里），水域面積為0.34平方（0.13平方英里）或0.19%。海拔高度780（2,560英尺）。

## 人口統計
根據2010年美國人口普查，恩特普賴斯鎮區人口有882人，其中男性有477人，女性有405人，人口密度為每平方公里5.04人，住房計289戶。鎮區內的白人有599人，非裔美國人有10人，美洲原住民有13人，亞裔美國人有6人，太平洋島裔美國人有0人，其他種族有233人，混血種族則有21人。此外鎮區內有523人為西班牙裔或拉丁裔美國人。此鎮區之年齡中位數為34.5歲，而男性年齡中位數為34.8歲，女性年齡中位數為34.3歲。

## 交通

### 主要公路
- 56號美國國道
- 283號美國國道
- 400號美國國道